# Eisenverhüttung bei den Germanen

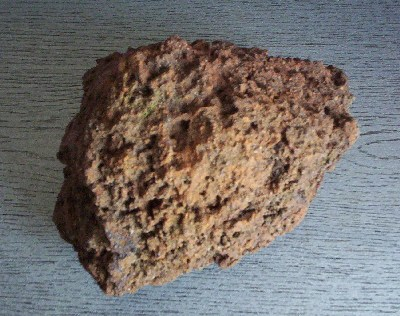
Raseneisenstein auch Raseneisenerz

Die Anfänge der Eisenerzverhüttung bei den Germanen sind noch wenig erforscht. Älteste Belege datieren jedoch bereits in die „Jüngere vorrömische Eisenzeit“. Die nach dem Metallgebrauch benannte Eisenzeit beginnt in Mitteleuropa im 8. Jahrhundert v. Chr. und unterteilt sich in:
- die Frühe oder Ältere Eisenzeit (800–450 v. Chr.), bzw. die Hallstattzeit
- die Späte oder Jüngere Vorrömische Eisenzeit (450 v. Chr. – Ende 1. Jahrhundert v. Chr.), bzw. die Latènezeit
- In Nordeuropa folgt der Römischen Kaiserzeit (0–375n. Chr.) nicht wie in Mitteleuropa die Völkerwanderungszeit, sondern die so genannte „Germanische Eisenzeit“ (375–650 n. Chr.), die in Schweden mit der Vendelzeit (650–800 n. Chr.) und in Dänemark sogar erst mit der Wikingerzeit (800–1050 n. Chr.) endet.

## Erstes Eisen
Als Metall war Eisen wohl schon seit dem 6. Jahrtausend v. Chr. bekannt, wie einzelne Schmuckgegenstände aus dem Vorderen Orient (Samarra, im Irak) nahelegen. Sichere Belege über die Nutzung des Eisens stammen aus dem 4. Jahrtausend v. Chr., z. B. aus Ur in Mesopotamien oder aus El Gerzeh und Armant in Ägypten. Jedoch sind die Funde noch nicht mit einer Verhüttung zu verbinden. Ihre teilweise hohen Nickelgehalte weisen auf die Nutzung von Meteoriteneisen hin. Die erste schriftliche Erwähnung von Eisen fällt 2300 v. Chr. in die Hochkultur der Sumerer. Die Anfänge der Eisenproduktion im Rennfeuerverfahren liegen im letzten Viertel des 2. Jahrtausends v. Chr. in Anatolien und in den Nachbarländern. Das Verfahren liefert schmiedbares Eisen, das sich den zuvor gebräuchlichen Kupferlegierungen an Härte und Zähigkeit deutlich überlegen zeigt. Der älteste Eisenfund in Mitteleuropa stammt von 1700 v. Chr. und erfolgte in der Slowakei. 1200 v. Chr. taucht erstes gehärtetes Eisen, also Stahl, auf. Im Verlauf des 9. Jahrhunderts v. Chr. gelangten die Kenntnisse des Rennfeuerverfahrens nach Mitteleuropa, wo es bis ins 16. Jahrhundert n. Chr. das einzige Verfahren zur Eisengewinnung blieb.

## Eisenproduktion

### Erste Belege
Im Rahmen eines von der Deutschen Forschungsgemeinschaft (DFG) geförderten Projekts wird die Eisenerzverhüttung in der vorrömischen Eisenzeit im nördlichen Mitteleuropa erforscht. Dabei wurden 2009/10 in Glienick (Zossen) die bislang ältesten Rennfeueröfen des nördlichen Mitteleuropas gefunden. Radiokarbondatierungen verweisen auf das 4./3. Jahrhundert v. Chr. In Brunn, Landkreis Mecklenburgische Seenplatte, Groß Siemz, Landkreis Nordwestmecklenburg und Vietow, Landkreis Rostock wurden erstmals in Mecklenburg-Vorpommern gut erhaltene Rennofenreste aus den letzten Jahrhunderten vor der Zeitenwende freigelegt.
In Dalheim, am Wetzlarer Stadtrand, wurden auf engstem Raum mindestens fünf mehrperiodige Siedlungsplätze mit Eisenerzverhüttung und Schmiedetätigkeit lokalisiert. Der chronologische Rahmen reicht von der jüngeren Eisenzeit (4.–1. Jh. v. Chr.)  über die römische Kaiserzeit (1.–4. Jh. n. Chr.) bis ins Früh- und Hochmittelalter (5.–12. Jahrhundert). 2006 fand anlässlich der umfangreichen Ausgrabungen und der spektakulären Funde bei Wetzlar-Dalheim ein „Tag der offenen Grabung statt“. Bei verschiedenen Experimenten wurde Bronze gegossen und Eisen geschmiedet. Ein Höhepunkt war der Nachbau und das Fahren eines Rennfeuerofens mit Abstich der noch eisenhaltigen Schlacke.
Die Gewinnung von Eisen war für die Germanen der römischen Kaiserzeit (1.–4. Jahrhundert n. Chr.) von großer Bedeutung. Die wichtigsten Geräte, Waffen und Werkzeuge wurden aus Eisen hergestellt. Als Rohstoff diente der verbreitet und reichhaltig vorkommende Raseneisenstein, der sich laut K. Fiege ab dem Atlantikum bildete. Raseneisenstein ist eine leicht abbaubare Eisenverbindung, die sich unter wechselnden Grundwasserständen bzw. unter Staunässe innerhalb kurzer Zeit in den oberen Bodenschichten auf natürliche Weise bildet. Die Spuren der Eisenerzverhüttung sind auf landwirtschaftlich genutzten Flächen gekennzeichnet durch eine Konzentration von blei- bis schwarzgrauen Eisenschlackenstücken. In Ödland- oder Waldgebieten sind sie als Eisenschlackenhügel mit meist spärlichem Pflanzenbewuchs erhalten. Sie lassen sich auf den weiten Sanderflächen des Mittelrückens in Schleswig-Holstein in großer Zahl nachweisen. Gebiete großer Funddichte decken sich mit den Verbreitungsgebieten der Raseneisensteinlagerstätten. Wie ansehnlich die Rohstoffquellen gewesen sein müssen, lässt sich anhand der bis in die Neuzeit abgebauten Lagerstätten abschätzen. Heute verhindern Melioration und moderne Landwirtschaft eine ansehnliche Neubildung dieses Erzes. Von den noch mehr als 200 in der Lausitz bekannten Raseneisensteinvorkommen könnte nur ein verschwindend geringer Teil verhüttet werden, da Eisengehalt oder Mächtigkeit zu gering ausfallen.

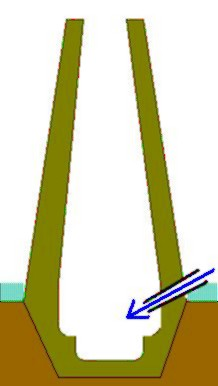
Rennofen Prinzipskizze

### Verhüttung
Die Verhüttung des Erzes wurde in einfachen zylindrisch bis konischen schornsteinartigen Schachtöfen aus Lehm vorgenommen, die je nach Bauart auch über einer eingetieften Herd- bzw. Schlackeabflussgrube errichtet wurden. Der Prozess war vergleichsweise komplex. Als Heizmaterial dienten Holz und Holzkohle. Öffnungen im unteren Ofenbereich sorgten durch den Kamineffekt für den benötigten Sauerstoff (sog. 'selbst ziehende' Öfen). Alternativ wurden Blasebälge zur regulierten Luftzufuhr angeschlossen. Die kleinsten Öfen hatten Abmessungen von etwa 1,2 m Höhe und 0,6 m Durchmesser. Ziel der Verhüttung war die Gewinnung von Eisen durch direkte Reduktion aus dem Eisenoxid des Erzes. Dazu gehörte die Trennung der Schlacke von der kohlenstoffarmen Luppe bei etwa 1.150 °C zur Herstellung von schmiedbarem Stahl. Zu den Voraussetzungen für die erfolgreiche Verhüttung gehört eine Prozesstemperatur von mind. 1150 bis 1200 °C. Die in der Schweißglut befindlichen, aus den Erzen reduzierten Eisenmoleküle sinterten in einem zähflüssigen, aus den Beimengungen der Erze (Gangart) entstandenen Schlackebrei zu kleineren oder größeren Eisenklumpen, ohne zu schmelzen. Im Verhüttungsprozess entstand im Rennofen Kohlenstoffmonoxid (CO) durch unvollständige Verbrennung. Dieses entzog dem eisenhaltigen Teil des Erzes den Sauerstoff (direkte Reduktion), wobei metallisches Eisen entstand und nichtmetallische Bestandteile des Erzes (die so genannte Gangart) geschmolzen und als Schlacke durch Abstichöffnungen abgelassen wurden. Die glutflüssige Schlacke rann aus dem Ofen heraus, was dem 'Rennofen' seinen Namen gab. Dabei erfolgt der Sauerstoffabbau vom dreiwertigen Eisen (Fe2O3) über Magnetit (Fe3O4) und Wüstit (FeO) zu metallischem Eisen. Reduktionsmittel ist das bei der Verbrennung der Holzkohle entstehende Kohlenmonoxid (CO) des CO/CO2-Gasgemisches oder bei direktem Kontakt der feste Kohlenstoff der Holzkohle. Raseneisenstein ist eine nachträglich verfestigte Sedimentfraktion des Bodens und kein Erz im geologischen Sinne. Sie besteht neben Eisen(III)-oxid (Fe2O3) überwiegend aus Eisenhydroxid (2Fe2O3•3H2O bzw. mineralogisch Limonit), Kieselsäure (SiO2) und enthält Beimengungen von MnO, CaO, Al2O3, SO2 und P2O5, wobei nur MnO und P2O5 stärkeren Einfluss auf den Reduktionsvorgang nehmen. Rennfeueröfen waren Einwegöfen. Nach der Verhüttung musste der Ofen meist zerschlagen werden, um an die Luppe zu gelangen. Gefunden werden von den Archäologen daher im günstigsten Fall die Schlackeklötze in den Herdgruben. Seltener sind Bruchstücke des Ofenschachts und Keramikdüsenfragmente aus gebranntem Ton. Überwiegend finden sich jedoch nur Reste der Rennfeuerschlacke. Die Luppen wurden durch wiederholtes Erhitzen in Ausheizherden und Hämmern auf Steinambossen von den Schlackenbeimengungen befreit und zu größeren Eisenstücken zusammengeschweißt, aus denen eiserne Geräte geschmiedet werden konnten.

## Verhüttungsplätze
In der Oberlausitz sind etwa 50 Schlackefundplätze bekannt. 26 davon als Verhüttungsplätze. In und um Wetzlar sowie im gesamten Lahn-Dill-Gebiet wurden mehrere Fundplätze nachgewiesen. Die Bedingungen erlauben allerdings nur teilweise eine genaue Datierung. Verhüttungsplätze können Rennfeueröfen, Ausheizherde, flache Schmiedegruben, Meiler und Röstplatze enthalten. In Schleswig-Holstein sind 20 bis 25 % der datierbaren Schlackenfundplätze in die vorrömische Eisenzeit einzuordnen. Davon entfallen 7 bis 8 % auf die ältere Phase des Zeitabschnitts. 55 bis 58 % der Funde gehören der römischen Kaiser- und der Völkerwanderungszeit an. Die restlichen Fundplätze (etwa 14,5 %) entfallen auf das Mittelalter. In der Lausitz ist während der frühen Eisenzeit (8.–5. Jahrhundert v. Chr.) keine Verhüttung belegt. Offensichtlich wurde Eisen damals nur importiert. Der überwiegende Teil der Fundstellen (z. B. Altliebel, Burgneudorf, Merzdorf, Milkel, Weißkollm, Jahmen, Jänkendorf, Lomske) ist germanisch (2.–4. Jahrhundert n. Chr.) mit einem Schwerpunkt in der späten römischen Kaiserzeit (3.–4. Jahrhundert n. Chr.). Einige Fundplätze gehören in das slawische Frühmittelalter. Im Saarkohlenwald zwischen Neunkirchen und Saarbrücken wurden bisher über 300 Verhüttungsplätze entdeckt, die aber nicht genau zu datieren waren.
Die Verhüttungsplätze liegen häufig an Terrassenkanten über Flussniederungen und auf leichten Erhebungen. Wegen der Emissionen wurden sie meist abseits von Siedlungen errichtet. Das Erz sowie das Holz für die Kohle stammten in der Regel aus der unmittelbaren Umgebung. Verhüttungsplätze wurden nur saisonal, mitunter aber über mehrere Jahre genutzt. Die Größe der Werkplätze richtete sich nach der Anzahl der Öfen und schwankt allgemein zwischen 10 und über 60 Ofenanlagen und zwischen 250 m² und zwei Hektar. Der größte germanische Verhüttungsplatz in Deutschland lag bei Wolkenberg in der Niederlausitz, wo über 1200 Rennöfen auf einer Fläche von etwa 220 ha nachgewiesen wurden. Die Eisenerzlager wurden so stark abgebaut, dass K. Fiege in dem für die Entstehung von Erzlagern besonders geeigneten Gebiet in Schleswig-Holstein vergeblich nach guten Eisenerzen gesucht hat. Nach den Befunden zu urteilen, kann man dem kaiserzeitlichen Verhüttungsrevier auf dem Neumünsteraner Sander den Charakter eines frühen Gewerbezentrums zubilligen, in dem Eisenerzverhüttung die Erwerbsbasis für die Anwohner gewesen sein muss. In Schleswig-Holstein bietet sich folgende Erklärung der Befunde an: Seit Beginn der vorrömischen Eisenzeit sind die in der Nähe der immer wieder aufgesuchten Verhüttungsgebiete anstehenden Erzlagerstätten in Mittelholstein offenbar so stark abgebaut worden, dass die mittelalterlichen Eisenhüttenarbeiter genötigt waren, die schwerer zugänglichen Erzlagerstätten im Bereich der verkehrsfern gelegenen, stark vernässten Niederungsgebiete abzubauen.

## Germanisches Rennofenverfahren
Der Thermprozess lässt sich in drei Phasen einteilen.
- In der Vorheizphase wird der Ofen auf Prozesstemperatur gebracht.
- In der Beschickungs- und Verhüttungsphase wird entweder eine Mischung aus Holzkohle und Erz (Verhältnis ca. 1:2 bis 1:3) oder die beiden Komponenten in Wechsellagen in den Ofen gegeben. Dieser Vorgang wird mehrfach wiederholt.
- Die abschließende Nachheizphase umfasst den Zeitraum von der letzten Befüllung bis zum Abschluss des Ofengangs. Aus den bis zu 100 kg schweren Schlackeklötzen in den Herdgruben wird ersichtlich, dass sich ein Ofengang je nach Größe über mehrere Tage erstrecken konnte. Der Verbrauch an Erz und Holzkohle übertraf das Gewicht der erzeugten Schlacke und Luppe natürlich um ein Vielfaches. Die Ausbeute an Eisen war abhängig von der Erzqualität (mind. 65 % FeO) und der Dauer des Ofengangs – prinzipiell kann man von 25 bis über 30 % Wirkungsgrad ausgehen, wenn man aktuelle experimentalarchäologische Versuche heranzieht.

### Rösten
Der Raseneisenstein wurde vor der Verhüttung durch Röstung mit Eisenoxid (Fe2O3) angereichert. Durch Erhitzen der Erzbrocken in offenem Feuer auf einige 100 °C wird Eisenhydroxid zu Eisenoxid dehydratisiert und störende organische Bestandteile und ein Teil des Schwefels im Erz (besonders hoher Gehalt im Raseneisenerz) wird entfernt. Durch Rösten nimmt die Festigkeit des Erzes derart ab, dass es sich leichter in die benötigten Korngrößen (2–6 mm) zerkleinern lässt. Minderwertige Anteile/Partien mit hohem Sandanteil können leichter abgetrennt werden.

## Stahlqualität
Die Qualität und Verarbeitbarkeit des im Rennofen erzeugten Eisens wird neben den sehr geringen Anteilen an Mangan (Mn), Schwefel (S), Silizium (Si) und Phosphor (P) vor allem durch den Kohlenstoffanteil (C) bestimmt. Je wärmer die Luppe im Ofen wird (z. B. in der Nähe der Blasdüsen), desto höher ist der Kohlenstoffgehalt des Eisens. Das kann so weit gehen, dass Gusseisen in kleinen Mengen entsteht, welches nicht schmiedbar ist und daher verworfen wurde. Einfluss auf die erreichbare Temperatur haben die Parameter:
- Heizwert und Masse der Holzkohle,
- (zugeführte) Luftmenge
- die Querschnittsfläche des Ofens in Höhe des Lufteintritts
- die Wärmedämmung der Ofenwand.

Bei optimalem Zusammenspiel der Komponenten können Temperaturen von über 1300 °C erzielt werden. Diese Spitzenwerte sind aber nur im unmittelbaren Bereich der Lufteintrittsöffnungen vorhanden. Prinzipiell konnte unter ausreichender Luftzufuhr und entsprechend hohen Temperaturen im Rennofen Roheisen erzeugt werden. Roheisen besitzt jedoch einen Kohlenstoffgehalt von mehr als 2,06 %. Es ist weder warm noch kalt verformbar und müsste aufwendig entkohlt werden, um schmiedbares Eisen/Stahl zu produzieren. Stahl ist ein ohne Vorbehalt schmiedbares Eisen mit einem Kohlenstoffgehalt bis ca. 1,7 %. Durchweg sind an den Verhüttungsplätzen niedrig schmelzende Schlacken gefunden worden, die mineralogisch hauptsächlich aus Fayalit (Fe2SiO4) und Wüstit („FeO“) bestehen. Fayalit besitzt einen Schmelzpunkt von 1200 °C, der durch die Anteile an CaO, Al2O3 und P2O5 noch herabgesetzt wurde.
Das Ziel der germanischen Metallurgen lag in der Produktion einer kohlenstoffarmen, schmiedbaren Eisenluppe. Dafür waren nur Temperaturen bis 1200 °C nötig. Der hohe Eisengehalt der Schlacken von 55 bis 70 % macht deutlich, dass bei der Verhüttung nur ein kleiner Teil des Eisenoxids zu Eisen reduziert wird. Der überwiegende Teil bildet mit anderen Anteilen eine silikatische Schlacke. Daher konnten zur Eisenerzeugung nur hochwertige Raseneisensteine und Erze verhüttet werden (> 65 % FeO). Trotz Luftströmung und Gebläse ergeben sich im Rennofen sehr starke Temperaturunterschiede und relativ kleine Bereiche, in denen die zur Schlackenbildung notwendigen Temperaturen von über 1150 °C erreicht werden. Im oberen Ofenschacht werden die Eisenoxide zu FeO und nur in geringen Mengen bis zum metallischen Eisen reduziert.